# Stephan Tiesler

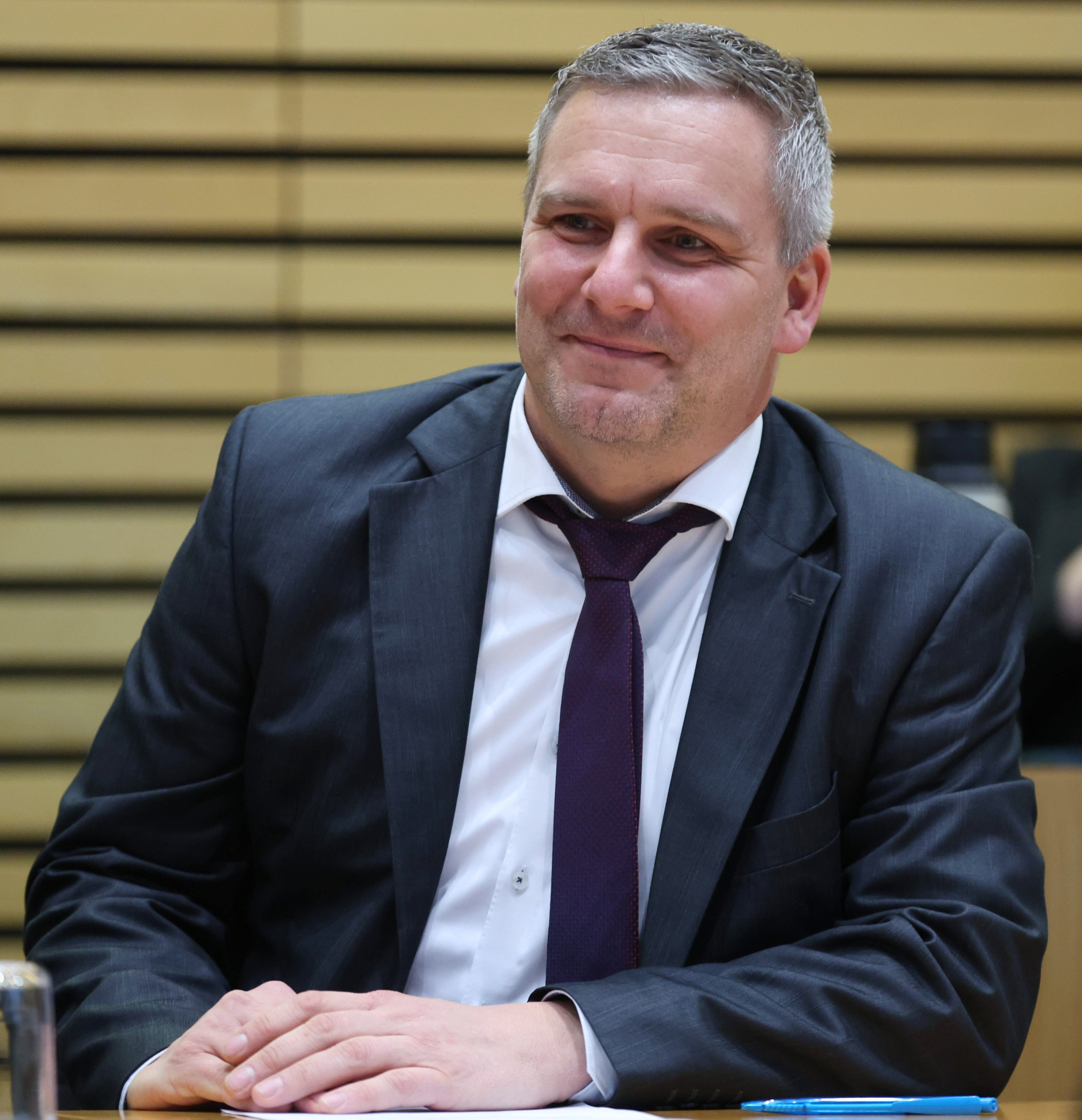
Stephan Tiesler (2024)

Stephan Tiesler (* 13. Februar 1978 in Jena) ist ein deutscher Politiker der CDU und seit 2019 Mitglied des Thüringer Landtags.

## Leben
Tiesler absolvierte eine Ausbildung zum Industriekaufmann. Von 2003 bis 2008 studierte er Wirtschaftsinformatik an der Friedrich-Schiller-Universität Jena und arbeitete ab 2015 als energiewirtschaflticher Mitarbeiter und Teamleiter bei den Stadtwerken Jena. Er ist seit 2010 Bürgermeister von Hummelshain. Tiesler ist verheiratet und wohnt in Hummelshain.

## Politische Arbeit
Bei der Landtagswahl in Thüringen 2019 gelang Tiesler der Einzug als Abgeordneter in den Thüringer Landtag als Direktkandidat im Wahlkreis Saale-Holzland-Kreis I mit 26,1 %. Stimmenanteil. Bei der Landtagswahl 2024 konnte er sein Direktmandat mit 39,8 % der Erststimmen verteidigen. Tiesler war von 2019 bis 2024 dritter Beigeordneter des Saale-Holzland-Kreises und ist seit 2012 Vorstandsmitglied des Kreisverbandes der CDU Saale-Holzland. Seit 2024 ist er Vorsitzender des Werkausschusse des Saale-Holzland-Kreises und Forst- und Jagdpolitischer Sprecher der CDU-Fraktion im Thüringer Landtag.

## Ehrenamt
Tiesler ist u. a. Mitglied bei der Freiwilligen Feuerwehr Hummelshain, im Schützenverein Hummelshain e.V., im Verein Freundeskreis Rieseneck e.V. sowie Gründungsmitglied im „Förderverein Waldbad Herzog Ernst Wolfersdorf“.